# Руэда Бельц, Маурисио
Маурисио Руэда Бельц (исп. Mauricio Rueda Beltz; род. 8 января 1970, Богота, Колумбия) — колумбийский прелат и ватиканский дипломат. Заместитель секретаря Отдела дипломатического персонала Государственного секретариата Ватикана с 17 декабря 2020 по 16 июня 2023. Титулярный архиепископ Чиньоли с 16 июня 2023. Апостольский нунций в Кот-д’Ивуаре с 16 июня 2023.